# Очерки русской смуты
«О́черки ру́сской сму́ты» — книга генерал-лейтенанта А. И. Деникина, историко-биографический очерк одного из лидеров Белого движения о революционных событиях, ставших причиной крушения Российской империи, и событиях Гражданской войны в России. Книга охватывает период с февраля 1917 года по апрель 1920 года. Первый том издан в Париже в 1921 году, а последний, пятый, в Берлине в 1926 году. Книга выдержала много изданий.

## Структура и содержание
Книга состоит из 5 томов:
- Том I. «Крушение власти и армии. (Февраль-сентябрь 1917 г.)»;
- Том II. «Борьба Генерала Корнилова. (Август 1917 г. — апрель 1918 г.)»;
- Том III. «Белое движение и борьба Добровольческой армии»;
- Том IV. «Вооруженные силы юга России». Октябрь 1918 — январь 1919 г.";
- Том V. «Вооруженные силы юга России. Поход на Москву. 1919—1920 гг».

## История создания
Генерал Деникин после оставления ВСЮР весной 1920 года и передачи командования оставшимися на Юге силами Белого движения генералу Врангелю, отбыл в Англию, где в августе 1920 года в Таймс он отказался от предложения лорда Керзона заключить перемирие с большевиками, и сообщил, что:

Как раньше, так и теперь я считаю неизбежной и необходимой вооружённую борьбу с большевиками до полного их поражения. Иначе не только Россия, но и вся Европа обратится в развалины.

Оставив свои военные посты, Деникин к осени 1920 года ограничил и своё участие в политической борьбе, перенеся основные усилия своей непримиримой борьбы с большевизмом в плоскость публицистики. Осенью 1920 года Деникин переехал в Бельгию, где приступил к написанию своего фундаментального документального исследования о Гражданской войне — «Очерков русской смуты».
Накануне Рождества в декабре 1920 года, генерал Деникин писал своему коллеге, бывшему главе английской миссии на Юге России генералу Бриггсу:

Я совершенно удалился от политики и ушел весь в историческую работу. Доканчиваю первый том «Очерков», охватывающих события русской революции от 27 февраля до 27 августа 1917 года. В своей работе нахожу некоторое забвение от тяжелых переживаний.

В 1922 году из Бельгии Деникин переехал в Венгрию, где жил и работал до 1926 года. За три года жизни в Венгрии он трижды сменил место жительства. Сначала генерал поселился в Шопроне, затем провел несколько месяцев в Будапеште, а после этого снова поселился в провинциальном местечке вблизи озера Балатон.
Таким образом, первые два тома «Очерков русской смуты» были написаны Деникиным в Бельгии, а следующие три — в Венгрии.

### Трудности в работе
Дмитрий Лехович пишет, что у генерала Деникина имеются интересные сведения о том, как трудно ему было работать над составлением «Очерков»:

Архив, вывезенный им из России, был далеко не полным. Всю работу, связанную с поиском документов, их систематизацией, проверкой, составлением чертежей и т. д., пришлось ему выполнить лично. Сундук с делами канцелярии Особого совещания (то есть бывшего правительства Юга России), вывезенный в Константинополь, поступил в распоряжение генерала только в 1921 году. Кроме журналов Особого совещания сундук содержал подлинные приказы Главнокомандующего, а также сношения с иностранными державами и сведения о положении во всех новых государствах на окраинах России. С архивом бывшей Ставки генерала Деникина вопрос обстоял сложнее. Антон Иванович не желал обращаться к своему преемнику на посту Главнокомандующего. Но вопрос этот уладился благополучно сам собой. Зная о работе Антона Ивановича, генерал Кусонский, заместитель начальника штаба генерала Врангеля, предложил Деникину пользоваться архивом Ставки. Вскоре и сам генерал Врангель (находившийся после оставления им Крыма в Югославии) распорядился, чтобы все дела штаба Главнокомандующего за время управления Югом России генералом Деникиным перешли бы к последнему на хранение. Приходилось вести большую корреспонденцию с бывшими сотрудниками и подчиненными, чтобы получить от них детальные сведения о происходившем.

Сам генерал Деникин вспоминает такой эпизод, связанный с написанием «Очерков»:

Предлагал мне своё сотрудничество Филимонов, бывший Кубанский атаман, но перед тем, не дожидаясь описания мною Кубанского периода в «Очерках русской смуты», он напечатал в «Архиве Русской революции» статью-памфлет, в которой пристрастно отнесся к моей деятельности и сказал неправду, которую нетрудно было опровергнуть документально… Встретив (как-то) полковника Успенского (бывшего адъютанта генерала Романовского), Филимонов сказал ему:
— Читали? Генерал Деникин, наверно, будет ругать меня в своих «Очерках». Так я, по казачьей сноровке, забежал вперед и сам его поругал. Покуда ещё выйдет его книга, а от моего писания след все-таки останется.
Впоследствии, не найдя в моей книге никаких выпадов по своему адресу, что было бы и несправедливо, Филимонов прислал мне письмо, в котором выражал готовность осветить мне кубанские события. Я не воспользовался его предложением, о чём сожалею.

Дмитрий Лехович пишет, что ближайшим помощником генерала была его жена. Она перепечатывала рукописи и была, как вспоминал Антон Иванович, его «первым читателем и цензором», делая свои замечания, часто весьма основательные, в частности с точки зрения, как она говорила, рядового обывателя.

## Первое издание в Париже и Берлине

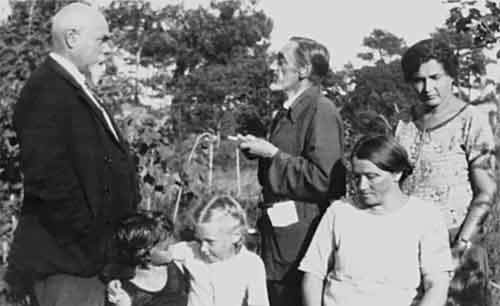
Встреча А. И. Деникина, окончившего «Очерки русской смуты» и писателя И. С. Шмелёва с семьями в Капбретоне, Франция, 1926 год.

Первый том «Очерков русской смуты» под названием «Крушение власти и армии (февраль-сентябрь 1917)» был издан двумя выпусками в Париже, и полностью вышел к октябрю 1921 года. Второй том под названием «Борьба генерала Корнилова» был посвящён событиям второй половины 1917 — начала 1918 гг. и издан также в Париже в издательстве Поволоцкого в ноябре 1922 года. Третий том под названием «Белое движение и борьба Добровольческой армии», охватывающий описание событий весны — осени 1918 года, впервые вышел в Берлине в марте 1924 года в издательстве «Слово». Четвёртый и пятый тома посвящены событиям 1919—1920 гг. в России, охваченной пламенем Гражданской войны, впервые также изданы в Берлине: четвёртый том в сентябре 1925 года в издательстве «Слово», а пятый в октябре 1926 года — в издательстве «Медный всадник».
По мнению историка С. В. Карпенко, выход последнего тома «Очерков» подтолкнул Врангеля к публикации его «Записок», которые были написаны ещё в 1921—1923 годах, но опубликованы ген. А. А. Лампе в сборниках «Белое дело» в 1928 году, вскоре после смерти Врангеля. При этом, хотя сам Врангель не хотел, чтобы его «Записки» воспринимались как ответ на «Очерки русской смуты» Деникина, многими эмигрантами они воспринимались именно так.

## Книга в СССР и России

### Отрывочные издания в 1920-е гг.
Стереотип о том, что в советском государстве Деникин не издавался вплоть до конца 1980-х гг, не совсем верен. В середине 1920-х гг., в период НЭПа в СССР фрагменты «Очерков русской смуты» Деникина попадали в официальную печать. Известны несколько случаев издания фрагментов книги Деникина советским Государственным издательством. Так, например, фрагмент второго тома «Очерков русской смуты» на 25 страницах с названием «Большевистский переворот» был издан в СССР в 1926 году в сборнике «Октябрьская революция» серии «Революция и гражданская война в описаниях белогвардейцев». В 1927 году различные фрагменты «Очерков» Деникина были изданы вместе с отрывками из мемуаров других участников гражданской войны. Государственным издательством также в 1928 году был издан отдельной книгой фрагмент второго тома «Очерков» Деникина на 106 страницах под названием «Поход и смерть генерала Корнилова» тиражом 5 тысяч экземпляров.
Кроме того, советское издательство «Федерация» выпустило в 1928 году книгу с объёмом 313 страниц тиражом 10 тысяч экземпляров под названием «Поход на Москву» с выборками из четвёртого и пятого томов «Очерков русской смуты». «Мы пытались извлечь из Деникина, — говорилось в предисловии, — все наиболее любопытные страницы». Биограф Деникина, писатель Дмитрий Лехович пишет о том, что, «сообразно с заданием книги, эти „любопытные страницы“ были лишь подтасовкой фактов, с умышленно однобоким освещением событий».
С конца 1920-х гг. по 1980-е гг. книги Деникина в СССР не издавались.

### Первые издания в период перестройки
В годы перестройки в Советском Союзе существенно возрос интерес к документалистике, публицистике и мемуарам деятелей Белого движения. Впервые полная версия книги «Очерки русской смуты» в СССР была издана в 1989 году (издательством «Воениздат») и 1990 году (издательством «Наука»).

### После 1991 года
Но по-настоящему широкому читателю на пространстве стран СНГ книга Деникина «Очерки русской смуты» стала доступна только после 1991 года. За 1990-е и 2000-е гг. книга выдержала массу переизданий.
В 2013 году «Очерки русской смуты» были включены Министерством образования и науки Российской Федерации в число 100 книг, рекомендуемых российским школьникам к прочтению.

## Рецензии и отзывы
- В рецензии В. Руднева на первый том «Очерков русской смуты», увидевшей свет в литературном журнале русской эмиграции «Современные записки» в 1922 году, отмечено следующее[13]:

Задуманы «Очерки» весьма широко. Они заключают в себе не только личные воспоминания автора, но и попытку осветить события революции с некоторой более общей точки зрения. Разрешены обе эти задачи далеко не с одинаковым успехом. Там, где автор передает лично им пережитое и непосредственно ему известное, «Очерки» представляют исключительный интерес; огромное знание среды наряду с искренностью и прямотой суждения, живое изложение, яркие и образные характеристики составляют бесспорные достоинства тех глав, которые посвящены течению революции в армии, на фронте. Напротив того, поверхностны, неоригинальны и неубедительны критические экскурсы Деникина в области политических и социальных отношений революционной эпохи; выдавая осведомленность из вторых рук, обнаруживая предвзятость и отсутствие исторической перспективы, они представляют интерес разве только для характеристики самого автора.
Разумеется, вся книга Деникина — суровый обвинительный акт против т. н. «революционной демократии». Она и только она одна ответственна за крушение государства, за «растление и гибель» армии. Сравнительно сдержанный тон, которым, кстати сказать, труд Деникина выгодно отличается от книг Наживина и др. обличителей революции, не ослабляет, а лишь усиливает серьёзный характер обвинения.

- По мнению писателя Дмитрия Леховича, появление «Очерков русской смуты» стало большим событием в русской мемуарной литературе[4].
- П. А. Кусонский в письме А. А. фон Лампе от 10.04.1924 так отзывался о 3 томе очерков[14]:

Прочел и я 3-й том Антона Ивановича [Деникина], и в восторге от этого капитальнейшего и беспристрастного, правдивого труда, мне ещё не бросились в глаза мелочи, вроде выпадов против Лисового; что же касается распрей с П. Н. и литератором, то обойти их молчанием он никак не мог, и я должен признать, что А. И., видно, много поработал над собой в этом отношении за истекшие 4-5 лет, ибо пишет о литераторе спокойно, выдавая ему должное, между тем как в своё время он без раздражения говорить о нём не мог.

- По оценке генерала А. А. фон Лампе первые четыре тома «Очерков русской смуты», опубликованные в 1923—1925 гг., были «очень объективными». Однако в 5-м томе «Очерков» Деникин, по мнению фон Лампе, «принужденный упоминать имя и подвиги генерала Врангеля, сразу же потерял равновесие и всемерно стремился к тому, чтобы дискредитировать своего бывшего подчиненного и заместителя»[15][8]
- И. А. Ильин в частном письме П. Н. Врангелю от 22 февраля 1927 г. критически отозвался о прочитанном им пятом томе Очерков, назвав Деникина «человеком, не разглядевшим из-за своей мелкой и мнимой „правоты“ своих немелких и немнимых слабостей» и сравнив пятый том Очерков с книгой Керенского о его конфликте с Л. Г. Корниловым[16].
- 24 мая 2009 года во время мероприятий по открытию мемориала белым воинам в Донском монастыре премьер-министр России В. Путин порекомендовал всем обязательно[17][18][19][20] читать книгу Деникина «Очерки русской смуты».